# محمدعلی گویا
محمدعلی گویا (زادۀ تیر ۱۳۱۳ در کرمانشاه – درگذشتۀ ۶ فروردین ۱۳۸۰ در تهران)، شاعر و طنزپرداز اهل ایران بود.

## زندگینامه
او در سال ۱۳۱۳ در شهر کرمانشاه متولد شد. تحصیلات ابتدایی و متوسطه را در تهران و کرمانشاه گذرانده و در سال ۱۳۳۳ وارد دانشکده معماری و شهرسازی و روزنامه‌نگاری شد. پس از فارغ‌التحصیلی به تدریس روزنامه‌نگاری پرداخت و در وزارت مسکن و شهرسازی استخدام شد.او در سال ۱۳۳۷ به جمع همکاران نشریه توفیق پیوست و در آنجا به سرودن اشعاری پرداخت که بیشتر آنها سیاسی بودند.
پس از حمله پلیس رژیم شاه به دانشجویان اعتصابی دانشگاه تهران با اقتباس از شعر «خاقانی» شعری سروده است:
| هان ای دل عبرت بین، از دیده نظر کن، هان |  | ایوان مداین را، آیینۀ عبرت دان          |
| یک ره، ز «ره اوّل» شو «شاهرضا» اندر      |  | بر سردر آن بنگر، اشکی دو سه هم بفشان    |
| دندانۀ هر «نیزه» پندی دهدت نو، نو       |  | ز آن‌ها که ز کف دادند، یک‌باره سر و دندان |
| زان رزم دلیرانه، اوضاع دگرگون شد        |  | سرجوخه بشد سرگرد، سرباز بشد ستوان       |

- نمونه طنز:[۱]

استاد گفت:
لهجه‌ی شیرین پاری بوده است از نخست همان لهجه‌ی دری
ور رفته‌اند بس که بدان ورپریده‌ها
امروز گشته است بدین سان «دری‌وری»!!!
وی پس از تعطیلی توفیق گوشه عزلت گزید و تنها فعالیتش کار در وزارت مسکن و شهرسازی و تدریس بود. ولی در سال ۱۳۶۹ پس از انتشار نشریۀ گل آقا دوباره شروع به فعالیت کرده و از همکاران دائمی آن نشریه شد.
محمدعلی گویا در تاریخ ۶ فروردین ۱۳۸۰ درگذشت.